# Empordà

De voormalige regio Empordà

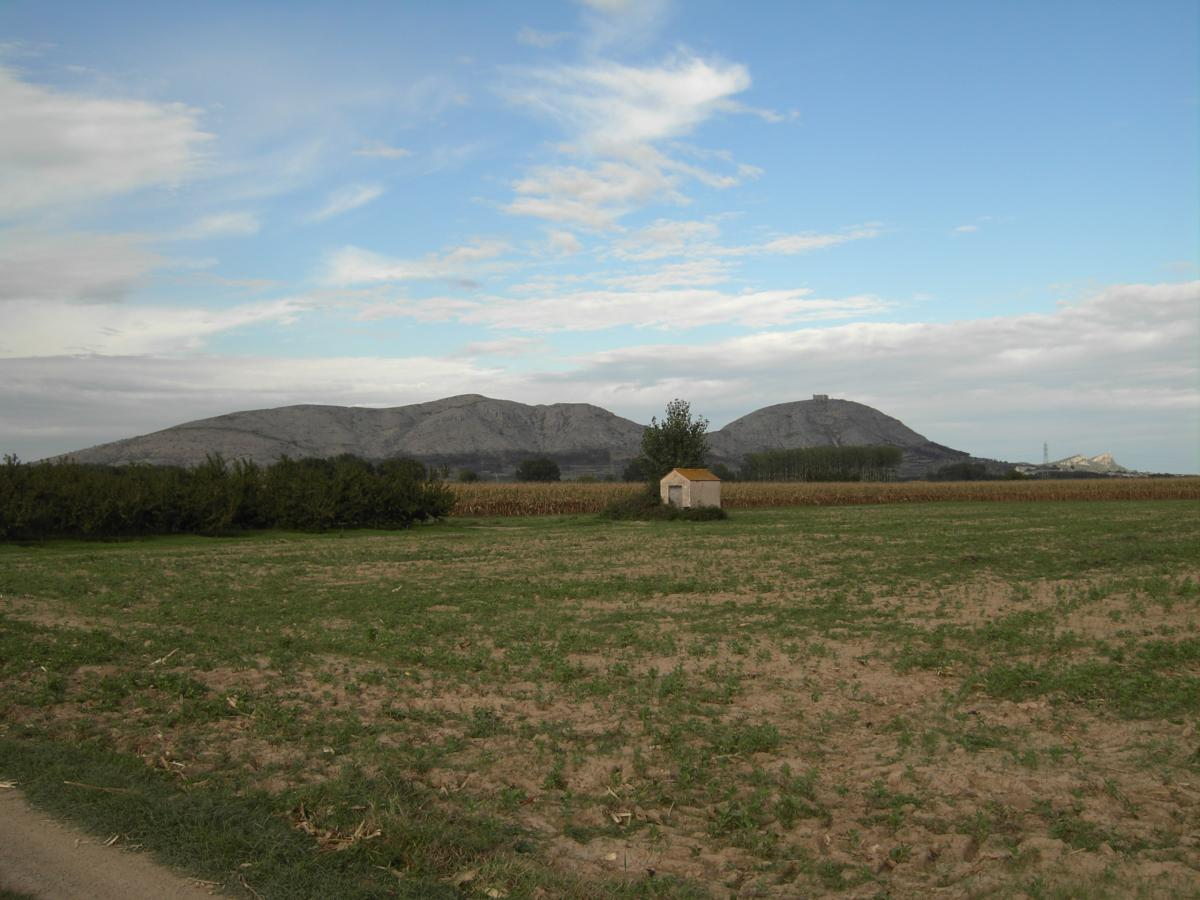
De alluviale vlakte met de Montgrí op de achtergrond

Empordà is een historische comarca in Catalonië (Spanje) die in 1936 in twee afzonderlijke comarca's, Alt Empordà en Baix Empordà, werd gesplitst. Tot aan het einde van het ancien régime kwam de Alt Empordà grosso modo overeen met het vroegere Graafschap Empúries, terwijl de Baix Empordà een lappendeken van leengoederen van onder meer de bisschop van Girona en de graven van Cardona was.
De streek bestaat uit een grote alluviale vlakte gevormd door de Muga, de Fluvià en de Ter, tussen de prepyreneeën in het noorden en het massief van de Gavarres in het zuiden.

## Erkende oorsprongsbenaming
Empordà is een beschermde oorsprongsbenaming voor wijnen uit de beide comarca's. De kwaliteit wordt geregeld door het Consell Regulador DO Empordà met zetel in Figueres. In de nadagen van het franquisme in 1975 werd de Castiliaanse benaming “Ampurdan-Costa Brava” van rijkswege erkend. Na de rehabilitatie van de andere Spaanse talen tijdens de democratische overgang werd het DO Empurdà-Costa Brava. In 2006 ten slotte werd de naam door de Generalitat de Catalunya verkort tot Empordà. Wegens het toenemende belang van de regio voor de wijncultuur heeft de Universiteit van Girona besloten de nieuwe faculteit oenologie te decentraliseren naar Figueres.